# Armando León
Armando León Reséndez (ur. 18 stycznia 2000 w Ensenadzie) – meksykański piłkarz występujący na pozycji napastnika, od 2024 roku zawodnik andorskiego Rànger’s.